# Neverland Ranch
Neverland Valley Ranch (conosciuto anche come Sycamore Valley Ranch) è una proprietà privata di circa 1.100 ettari situata nella contea di Santa Barbara, in California, nota per essere stata, dal 1989 al 2005, la residenza privata della superstar statunitense Michael Jackson, che l'acquistò nel 1988 trasformandone una parte in un parco a tema per ricevere gli invitati e i bambini malati.
Attualmente la tenuta è di proprietà del miliardario statunitense Ronald Wayne Burkle, che l'ha acquistata nel 2020 per 22 milioni di dollari.

## Storia

### Genesi e costruzione
Nel 1977 l'imprenditore immobiliare William Bone, desiderando realizzare il ranch dei sogni, arrivò al Zaca Ladera Ranch a Santa Ynez Valley, incontaminata zona della California, a due ore di macchina da Los Angeles. Le sue colline erano ricoperte di alberi di sicomoro e lecci e la vicinanza alla costa e le fresche brezze favorivano un terreno umido. Nelle vicinanze c'erano alcuni dei più grandi vigneti nel sud della California.
William Bone decise di mettere in atto tutta la sua esperienza di 15 anni come imprenditore immobiliare di successo e volle costruire in tale luogo una enorme magione con annesse case per gli ospiti, spettacolari giardini, un lago artificiale con una cascata e un ponte di pietra che attraversava un ruscello. Rinominò quindi il luogo Sycamore Valley Ranch e si trasferì con tutta la sua famiglia lì in modo da poter supervisionare i lavori.
Nel 1982, dopo un lungo processo di costruzione che richiese il lavoro di maestri artigiani provenienti da ogni parte degli Stati Uniti, la casa in stile Tudor venne finalmente completata e messa in vendita.

### L'acquisto da parte di Michael Jackson
Nel 1983 Michael Jackson fu ospite di Bone nel Ranch, dove l'amico e collega Paul McCartney soggiornava, dato che nelle vicinanze i due stavano girando il videoclip della canzone Say Say Say, duetto tra Jackson e McCartney. Jackson, che da tempo stava cercando un po' di indipendenza dalla numerosa famiglia, con la quale ancora abitava nella villa di Hayvenhurst a Encino, seppe dal proprietario che il ranch era in vendita e decise pertanto di acquistarlo. 

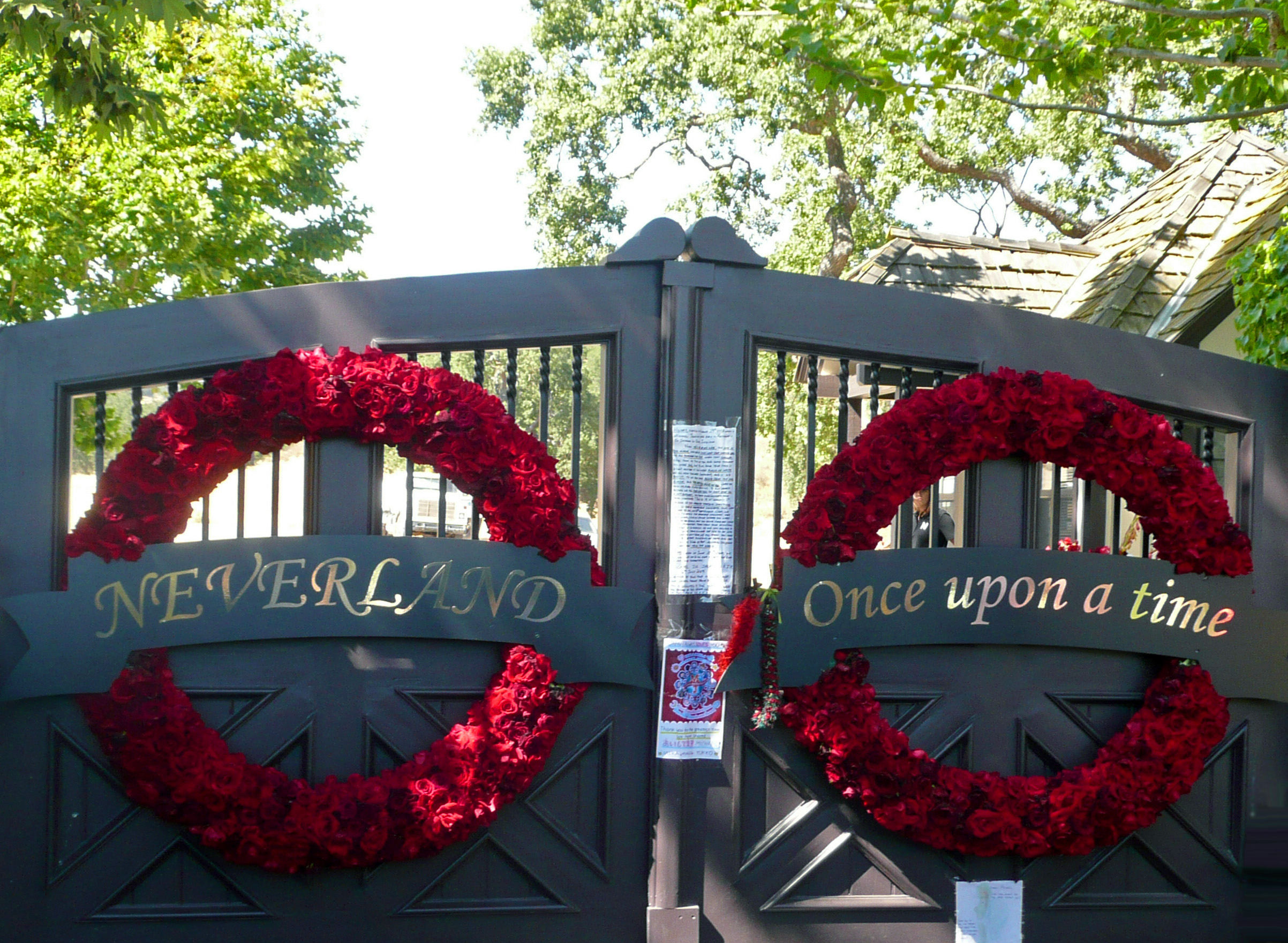
I cancelli principali del ranch addobbati alla morte di Michael Jackson nel 2009

Dopo una contrattazione durata anni, nel 1988 Jackson acquistò la proprietà da Bone per una cifra stimata di circa 20 milioni di dollari dell'epoca e vi si trasferì lo stesso anno. Il cantautore volle un'ulteriore ristrutturazione, che comprendeva l'aggiunta di una pista per i go-cart, un cinema/teatro, una sala giochi, un luna park privato (con una ruota panoramica e svariate giostre) e uno zoo personale con vari animali esotici.
Jackson cambiò il nome del ranch da "Sycamore" a "Neverland", nome originale inglese de L'isola che non c'è, il luogo immaginario delle avventure di Peter Pan, il personaggio preferito di Jackson, al quale dichiarò in varie interviste di ispirarsi. Ancora impegnato nel suo primo tour da solista, il grandioso Bad World Tour, Jackson trascorse inizialmente solo il tempo libero al ranch, per poi dal 1989 iniziare a risiedervi in pianta stabile.

### Neverlandentra nell'immaginario collettivo
Inizialmente i media parlavano del ranch come di un luogo quasi immaginario, dato che il proprietario non consentiva a nessuno di entrarvi ad eccezione degli amici più stretti e dei familiari, finché, nel 1991, l'attrice Elizabeth Taylor, cara amica di Jackson, in procinto di convolare a nozze per l'ottava volta, venne invitata a sposarsi al ranch dallo stesso proprietario. Fu allora che Neverland entrò nell'immaginario collettivo. I media non furono invitati all'evento, con la sola eccezione della rivista People, che si aggiudicò l'esclusiva sulle foto ufficiali, tuttavia cercarono lo stesso in tutti i modi di filmare il matrimonio usando elicotteri che volavano sulla proprietà, mostrandone così le prime immagini al mondo.
Jackson aprì il suo ranch alle telecamere per la prima volta solo nel febbraio del 1993, durante una famosa intervista con Oprah Winfrey. L'intervista-evento iniziava all'interno della casa principale per poi, in un altro segmento, mostrare i due che si spostavano tramite un golf cart attraverso i giardini per raggiungere il cinema personale dell'artista, per poi concludersi con Jackson e la Winfrey che camminavano verso le giostre del parco giochi privato del ranch. Venne trasmessa in diretta in varie parti del mondo raggiungendo la cifra record di oltre 100 milioni di telespettatori in tutto il mondo e diventando l'intervista più seguita nella storia della televisione.
Lo stesso anno Jackson diede accesso al ranch anche alla rivista Life, che gli dedicherà la copertina.
Nel settembre del 1993, Jackson volle aggiungere al ranch anche una stazione ferroviaria con treno a vapore in miniatura, nello stile di parchi come Disneyland, che venne inaugurata nel gennaio 1994 e diventò il simbolo più conosciuto del ranch stesso.

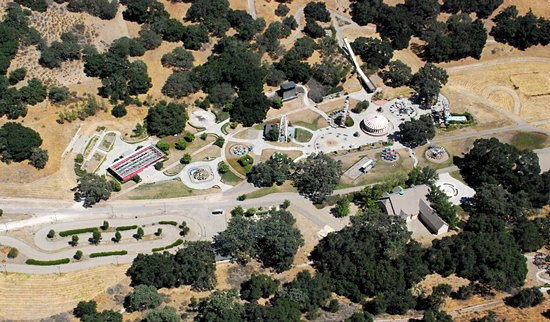
Una veduta aerea della zona del parco di divertimenti del Neverland ranch

Jackson, tramite molte associazioni benefiche, invitava molti bambini svantaggiati o malati terminali nel suo ranch.
Nel 1993 e nel 2003 Jackson venne accusato di abusi da due ragazzi che passavano spesso molto tempo a Neverland. Le accuse del 1993 sono state risolte senza ricorrere al tribunale dato che, prima di un eventuale processo, la famiglia dell'accusatore fece richiesta di una somma di denaro per ritirare le accuse, mentre quelle del 2003 hanno dato origine ad un processo in cui Jackson, due anni dopo, è stato dichiarato non colpevole per tutti i 10 capi d'accusa. Neverland fu pertanto perquisita per ben due volte, nel novembre 2003 e nel dicembre 2004.
Nel 2002, poco prima delle seconde accuse, per la seconda volta nella sua carriera e a quasi dieci anni dalla famosa intervista con Oprah Winfrey, l'artista diede accesso nuovamente al suo ranch ai media, questa volta per realizzare un documentario per la TV inglese intitolato Living with Michael Jackson, andato in onda nel febbraio 2003, con il quale Jackson sperava di ripulire la sua immagine infangata da anni di accuse e dicerie. Il documentario sortirà invece l'effetto contrario, pertanto il Re del Pop produrrà in autonomia altri due documentari lo stesso anno ambientati nel suo famoso ranch: il primo, Take Two: The Footage You Were Never Meant to See, sarà presentato dal giornalista Maury Povich, mentre il secondo, intitolato Michael Jackson's Private Home Movies, verrà presentato dallo stesso Jackson dal suo cinema privato di Neverland.

Proprio in quest'ultimo documentario Jackson pronuncia una frase relativa al futuro della tenuta, che alcuni suoi fan e familiari riporteranno quando sarà annunciata la vendita del ranch dopo la sua morte: 
(Michael Jackson dal documentario Private Home Movies nell'aprile 2003)

### L'abbandono e la vendita
Jackson abitò a Neverland fino al 2005. Il lungo ed estenuante processo giudiziario che si concluse quell'anno, dichiarandolo innocente per tutti i capi di accusa, infatti, gli causò un grande stress, nonché un periodo di inattività e ingenti debiti, abbastanza da non poter più coprire le enormi spese di mantenimento della grande tenuta. A causa delle due perquisizioni e degli stravolgimenti da esse provocati, inoltre, l'artista dichiarò di non sentirsi più "a casa" nel ranch:
I won't live there ever again. I'll visit Neverland. It's an house now. It's not my home anymore. I'll only visit there.»
Io non vivrò mai più lì. Visiterò Neverland. È un'abitazione ora. Non più la mia casa. La visiterò soltanto.»
(Michael Jackson durante un'intervista con Ed Bradley per 60 Minutes nel dicembre 2003)

Jackson abbandonò definitivamente la proprietà nella seconda metà del 2005 e si trasferì prima in Bahrein, poi a Las Vegas e infine di nuovo a Los Angeles.

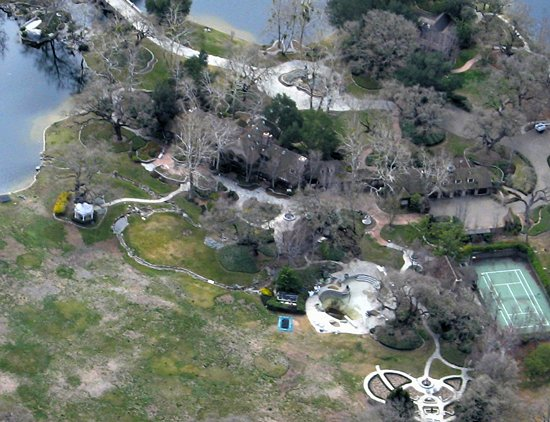
Neverland Ranch in stato di abbandono come appariva nel 2008 dopo che Jackson l'abbandonò nel 2005.

Nei primi mesi del 2004, il programma Entertainment Tonight affermò che il Neverland Ranch poteva essere valutato circa 12 milioni di dollari, mentre il valutatore d'ufficio della Contea di Santa Barbara affermò che il ranch poteva essere valutato 6 milioni. Forbes invece ritenne che il ranch valesse molto di più.
Neverland rimase disabitato e in stato di abbandono fino al 2008, anno in cui il cantante divenne inadempiente su un prestito di 24,5 milioni di dollari avente il ranch come ipoteca; la società di investimento immobiliare Colony Capital acquisì il debito per 23 milioni e diede vita ad una joint venture assieme a Jackson, stipulando un accordo di proprietà. Tale compagnia continuò a essere la co-proprietaria del ranch assieme all'Estate del cantante anche dopo la morte di Michael Jackson, avvenuta il 25 giugno 2009, anno in cui il ranch fu oggetto di una ristrutturazione totale in vista di un possibile uso per la veglia funebre per l'artista, che però alla fine ebbe luogo allo Staples Center di Los Angeles. Subito dopo la morte di Jackson vi furono molte speculazioni da parte dei media riguardo al fatto che l'artista potesse essere sepolto a Neverland, così come Elvis Presley era stato sepolto a Graceland, ma questo alla fine non avvenne a causa di alcune leggi della contea, che impedivano la sepoltura in terreni privati, e all'opposizione da parte dei familiari; il Re del Pop venne infine tumulato al Forest Lawn Memorial Park di Glendale.
Nel 2015, nonostante il parere contrario di molti fan e anche di alcuni familiari dell'artista (parere che risulta in linea con quello che fu di Jackson stesso, come già accennato), il ranch viene messo in vendita per l'astronomica cifra di 100 milioni di dollari. Nel 2018 il prezzo di vendita del ranch, ancora invenduto, venne abbassato a circa 67 milioni di dollari. Nel 2019 il giornale The Wall Street Journal, dopo aver interpellato gli agenti immobiliari incaricati nella cessione di Neverland, riporta la notizia dell'ulteriore diminuzione del prezzo del ranch a circa 31 milioni di dollari.

### L'acquisto di Ron Burkle (2020)
Il 24 dicembre 2020, più di cinque anni dopo la messa in vendita, viene annunciato l'acquisto del ranch da parte dell'uomo d'affari miliardario statunitense Ronald Wayne Burkle, fondatore e managing partner di The Yucaipa Companies, per 22 milioni di dollari, un prezzo notevolmente inferiore a tutti quelli che erano stati resi noti fino a quel momento. Questo perché, secondo alcuni esperti del settore, le quotazioni del ranch sono crollate dopo la distribuzione del documentario Leaving Neverland del 2019, dedicato alle accuse di molestie rivolte a Jackson, ed allo scandalo conseguente. Ron Burkle, secondo alcune ricostruzioni, sarebbe stato un collaboratore di Michael Jackson nel decennio precedente alla sua morte e, secondo quanto dichiarato dal suo portavoce, avrebbe acquistato Neverland per farne una sede di Soho House, un club a ingresso riservato che ha sedi a Los Angeles, Miami, New York e Toronto. Burkle è proprietario anche della casa disegnata da John Lautner a Palm Springs che ricorda un'astronave (appartenuta al comico Bob Hope) e della Mayan-Revival Ennis House di Frank Lloyd Wright a Los Angeles.

## Descrizione

Una veduta aerea del ranch nel 2013.

Il ranch è situato nella Figueroa Mountain Road, a circa 5 miglia (8 km) a nord di Los Olivos (circa otto miglia a nord della città di Santa Ynez), in una zona ricca di vigneti. Neverland conta 22 edifici, sparsi su un terreno di oltre mille ettari, dei quali fanno parte una residenza principale di due piani di 12.500 metri quadrati con cinque camere da letto e otto bagni, cinque camini e pavimento in parquet di quercia francese del XVIII secolo proveniente da due castelli francesi, due  abitazioni per gli ospiti una con quattro camere da letto e una con due camere da letto, una piscina di 3.700 metri quadrati, un lago artificiale ed un edificio separato con un cinema da 50 posti a sedere e uno studio di danza. Altri edifici di Neverland sono una stazione ferroviaria in stile Disney, con una ferrovia che corre lungo tutto il perimetro del ranch, una piccola caserma dei pompieri con un'autopompa funzionante (per far fronte ai frequenti incendi in California) e un'area con vari fienili e strutture per il ricovero degli animali, in cui un tempo sorgeva lo zoo privato del cantante. La casa principale, progettata in stile francese normanno, include una cucina professionale come quelle dei ristoranti e un armadio che cela una panic room. All'esterno si trovano anche un'ampia area barbecue coperta, un giardino all'inglese, un ruscello, una fontana, una pista da go kart, un campo da basket e uno da tennis.
Neverland è stata usata da Michael Jackson come sede di numerose feste per i suoi amici più stretti e i suoi parenti. Nel 1991, come già detto, Jackson ha ospitato l'amica Elizabeth Taylor alle nozze con Larry Fortensky. Il 21 ottobre 1994, l'attrice Kim Kardashian vi ha festeggiato il suo 14º compleanno, essendo all'epoca fidanzata con uno dei nipoti di Jackson ed essendo la sua famiglia amica di quella del cantante. Il 29 agosto 2003 vi si tenne una grande festa in celebrazione dei 45 anni di Jackson, il 13 settembre dello stesso anno si tenne un party per raccogliere fondi per la Make-A-Wish Foundation e, il 20 dicembre dello stesso anno, vi fu un incontro privato di circa 600 amici e familiari del cantante che intendevano mostrargli il loro sostegno dopo le accuse di presunte molestie. Nel 2004 il cantante tenne un altro party per la celebrazione delle vacanze natalizie.